# Jean-François-Henri Collot
Pour les articles homonymes, voir Collot.
Jean-François-Henri Collot, né au Pont-d'Arches, près de Charleville, le 26 janvier 1716 et mort le 4 novembre 1804 au Mesnil-sur-Oger, près de Châlons-sur-Marne, est un homme de lettres et encyclopédiste français. 

## Biographie
Fils de Jean François Collot, directeur, échevin de Charleville et de Marie Jeanne Jaspar, il est a un frère nommé André-Joseph.
Il épouse le 4 octobre 1747, Marie Anne Sergent, dont il aura un fils, Georges Henri Victor et une fille Jeanne Henriette Adélaïde.
Collot consacre à la culture des lettres les loisirs que lui laisse l’emploi de commissaire ordonnateur des guerres, qu’il remplit successivement à Grenoble, Rennes et Nancy.

## Publications
- Mémoire sur les invalides, dans l’Encyclopédie de Diderot, au mot « invalides ».Collot propose de répartir dans les communes rurales les invalides encore en état de se marier et de leur faire du mariage une obligation, afin de repeupler les campagnes.
- Mémoire sur la vie parmi les troupes, écrit de façon à être lu dans un couvent de religieuses, 1769, in-8°.
- Satires en vers sur les innovations dans le ministère, Bâle, 1774, in-8°.
- L’Officier français à l’armée, opéra-comique mêlé d’ariettes, Grenoble, 1780, in-8°.
- Épître à M. Gellée, médecin à Châlons, en vers, dans l’Annuaire du département de la Marne, année 1803.

## Pour approfondir